# Frank Farrell
Frank Farrell (Birmingham, Inglaterra, 31 de marzo de 1947 – Londres, 19 de julio de 1997), fue un antiguo miembro del grupo Supertramp.
Era el encargado del bajo, acordeón, piano y los coros en el grupo, es el único miembro fallecido hasta ahora.